# Tramont-Lassus
Tramont-Lassus település Franciaországban, Meurthe-et-Moselle megyében. Lakosainak száma 91 fő (2022. január 1.). Tramont-Lassus Vicherey, Beuvezin, Fécocourt, Tramont-Émy és Vandeléville községekkel határos.

## Népesség
A település népessége az elmúlt években az alábbi módon változott:
| Lakosok száma | 126  | 91   | 87   | 76   | 83   | 86   | 87   | 86   | 88   | 91   |
|               | 1968 | 1982 | 1990 | 2006 | 2013 | 2015 | 2017 | 2019 | 2020 | 2022 |